# Kỷ nguyên Napoléon

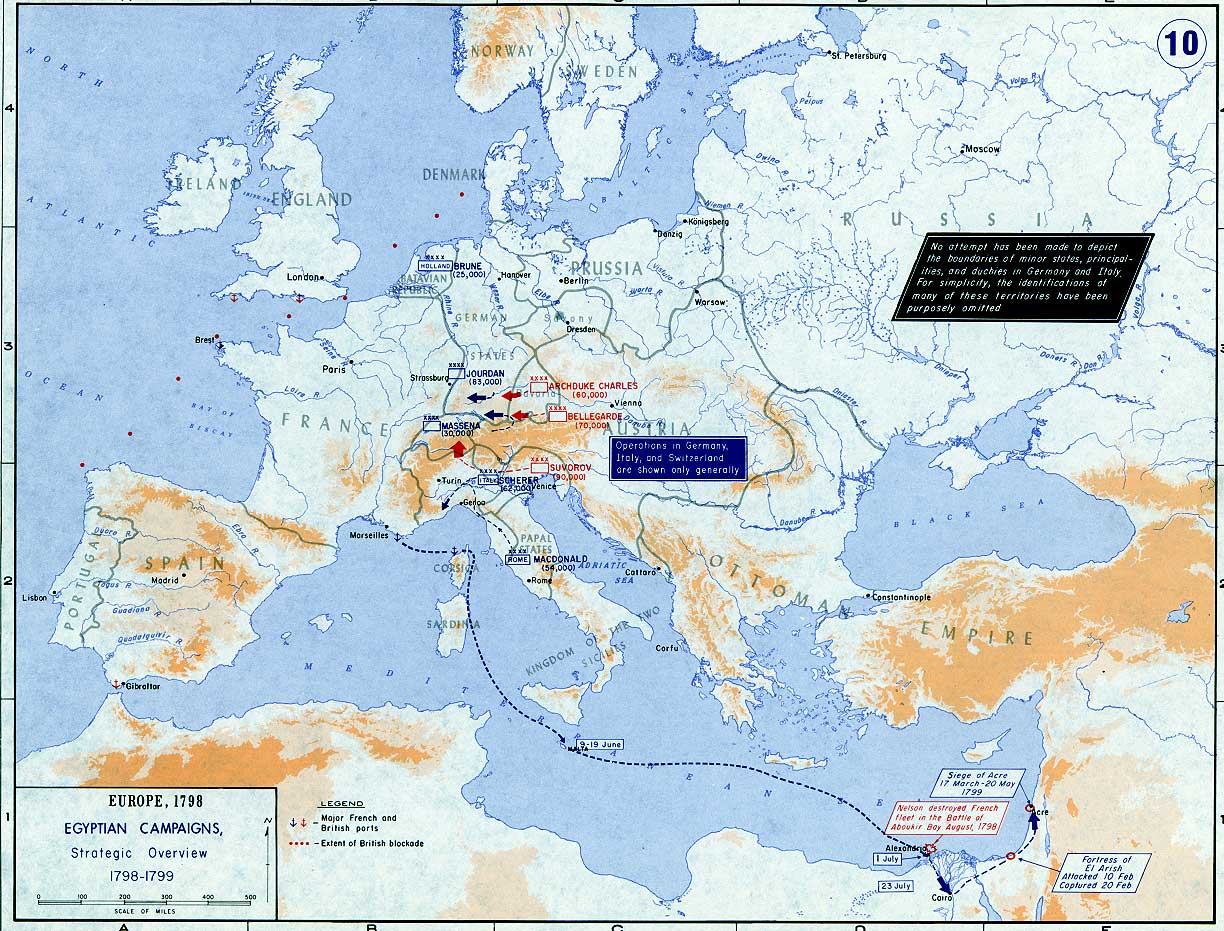
Tình hình chiến lược của Châu Âu 1798

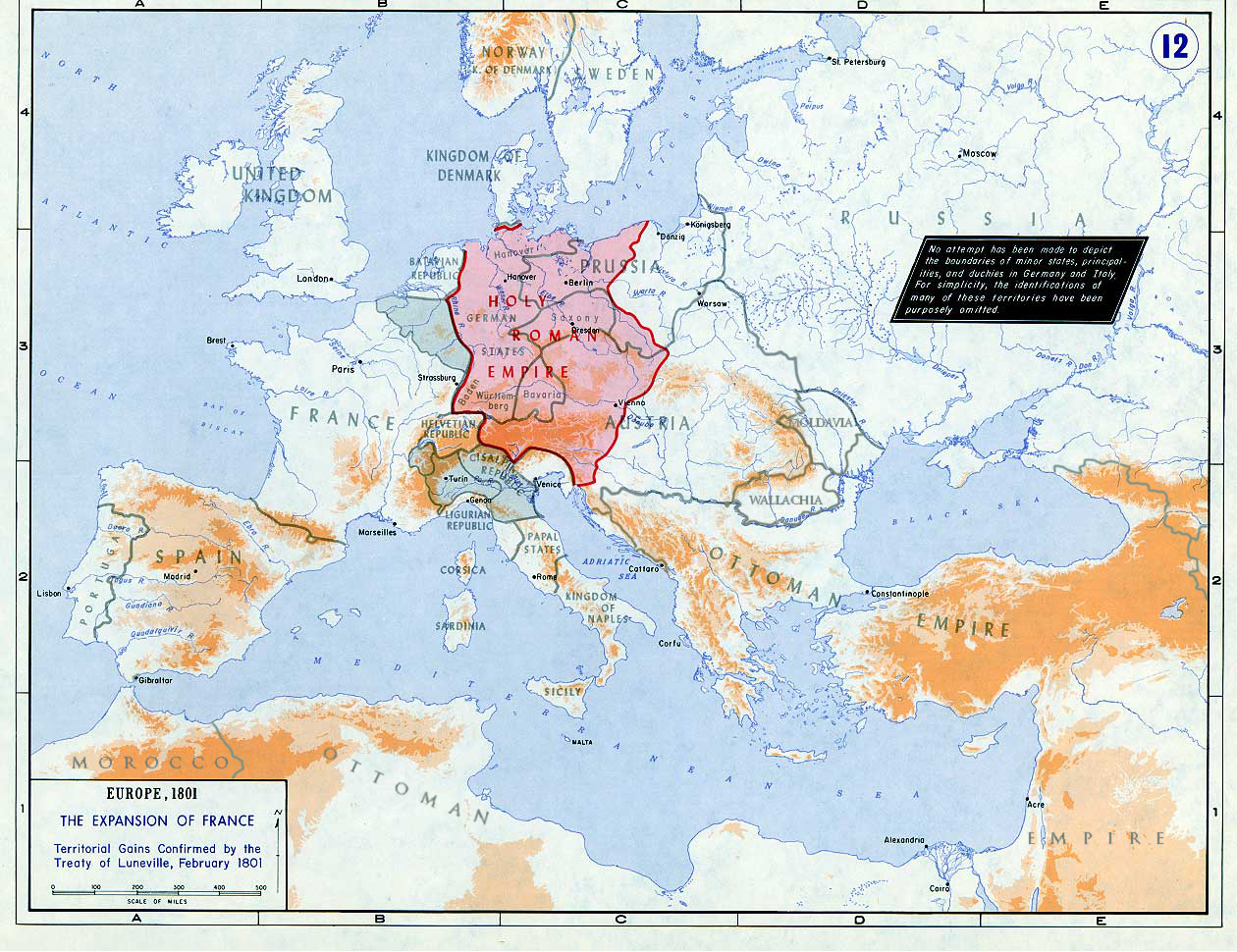
Tình hình chiến lược của Châu Âu 1801

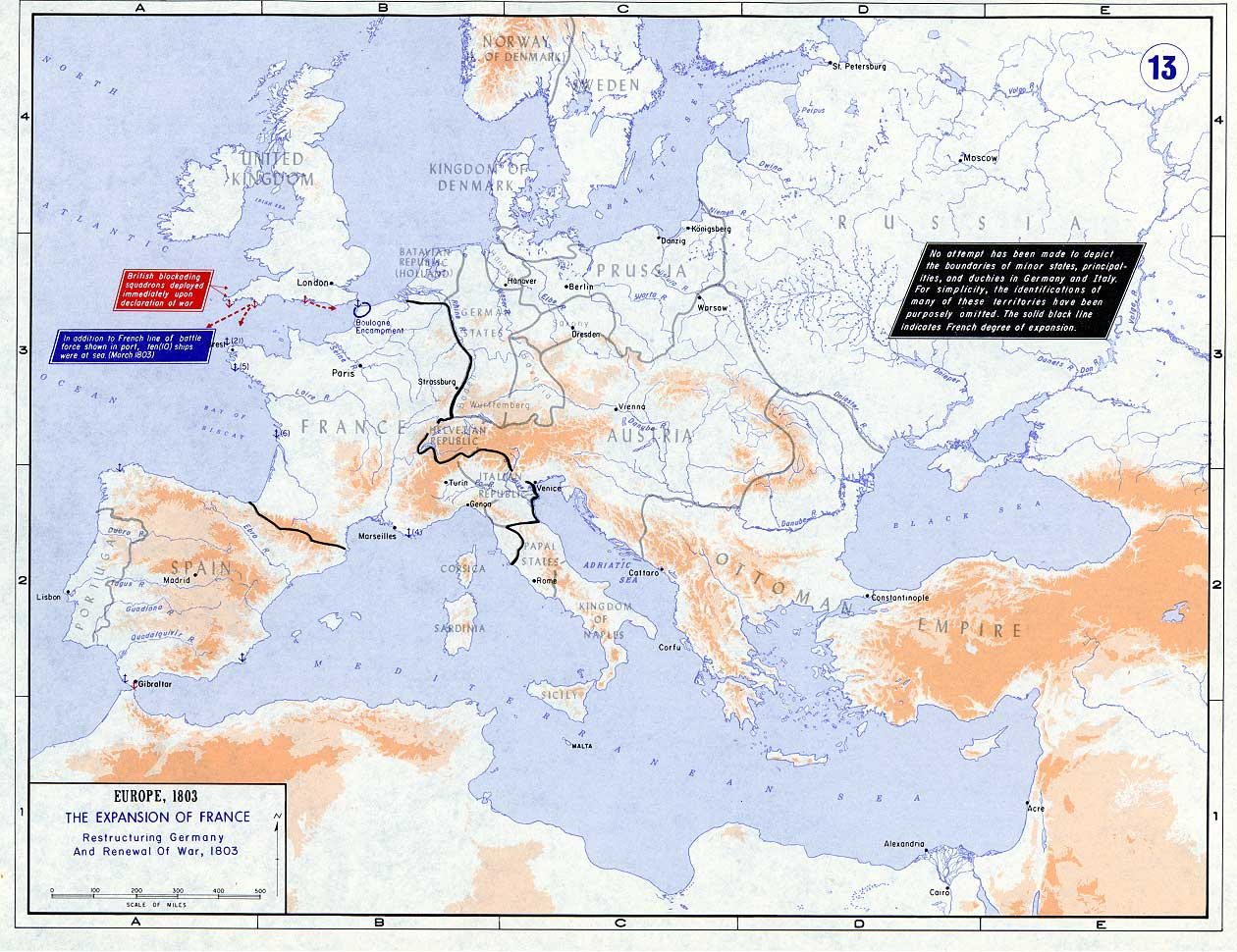
Tình hình chiến lược của Châu Âu 1803

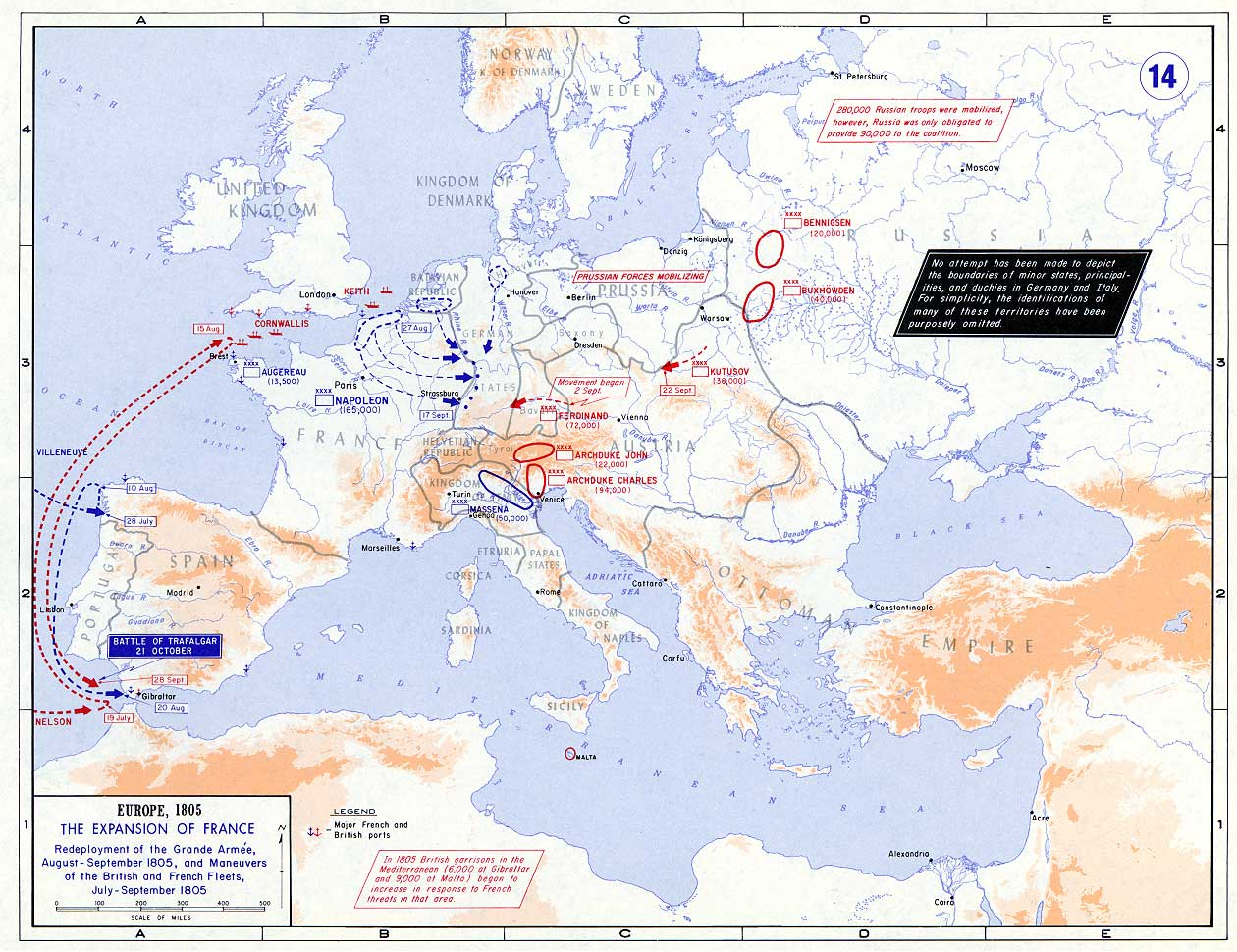
Tình hình chiến lược của Châu Âu 1805

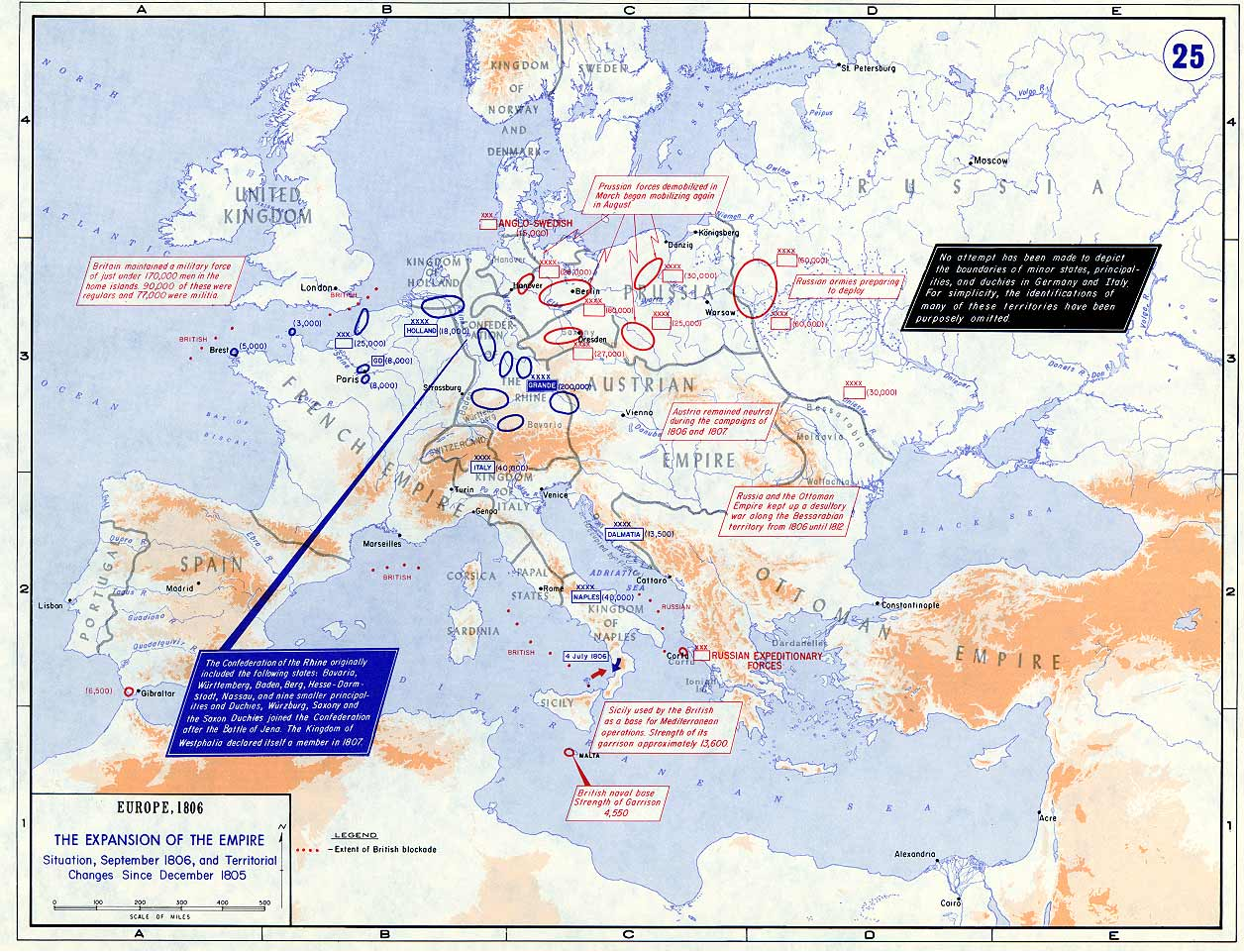
Tình hình chiến lược của Châu Âu 1806

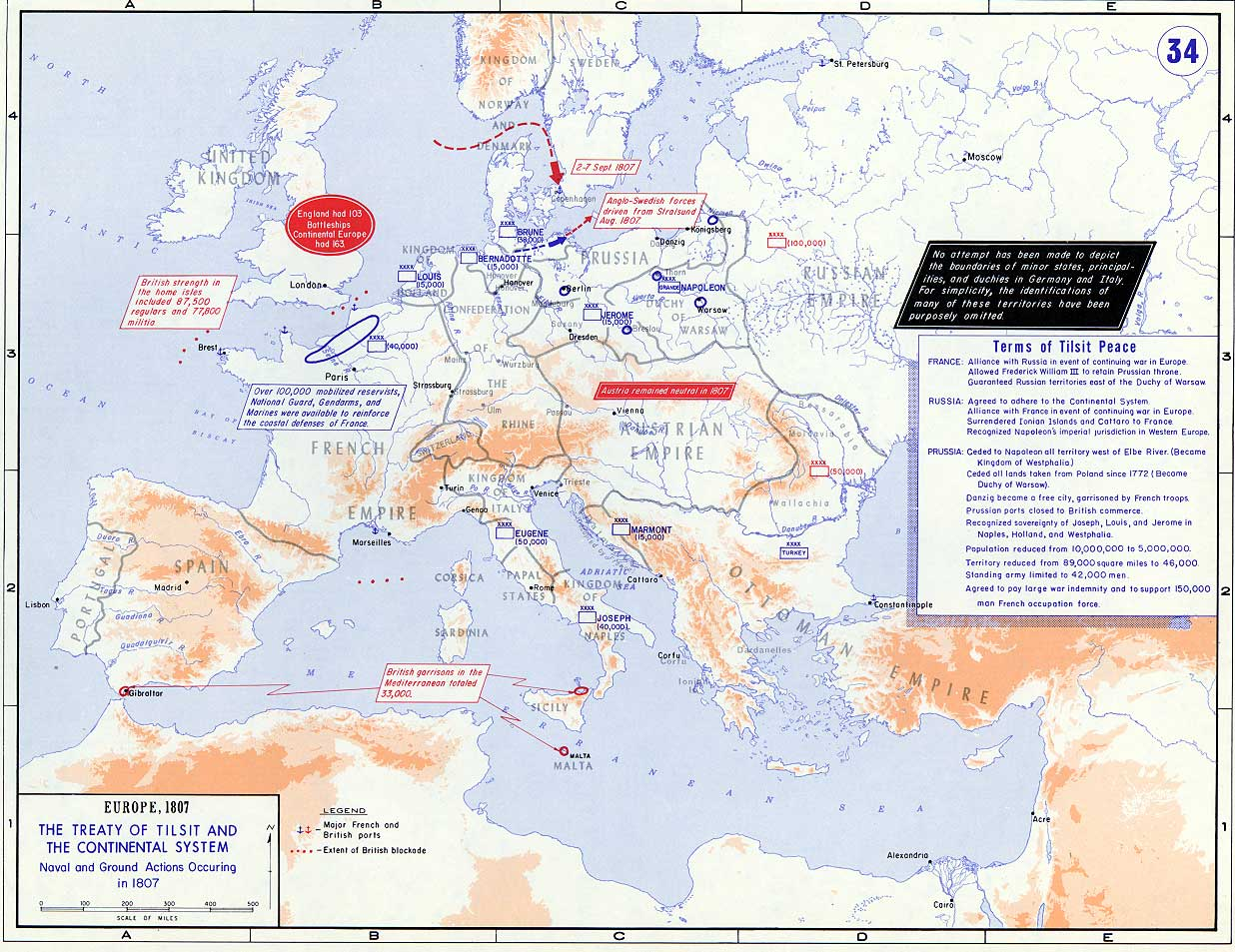
Tình hình chiến lược của Châu Âu 1807

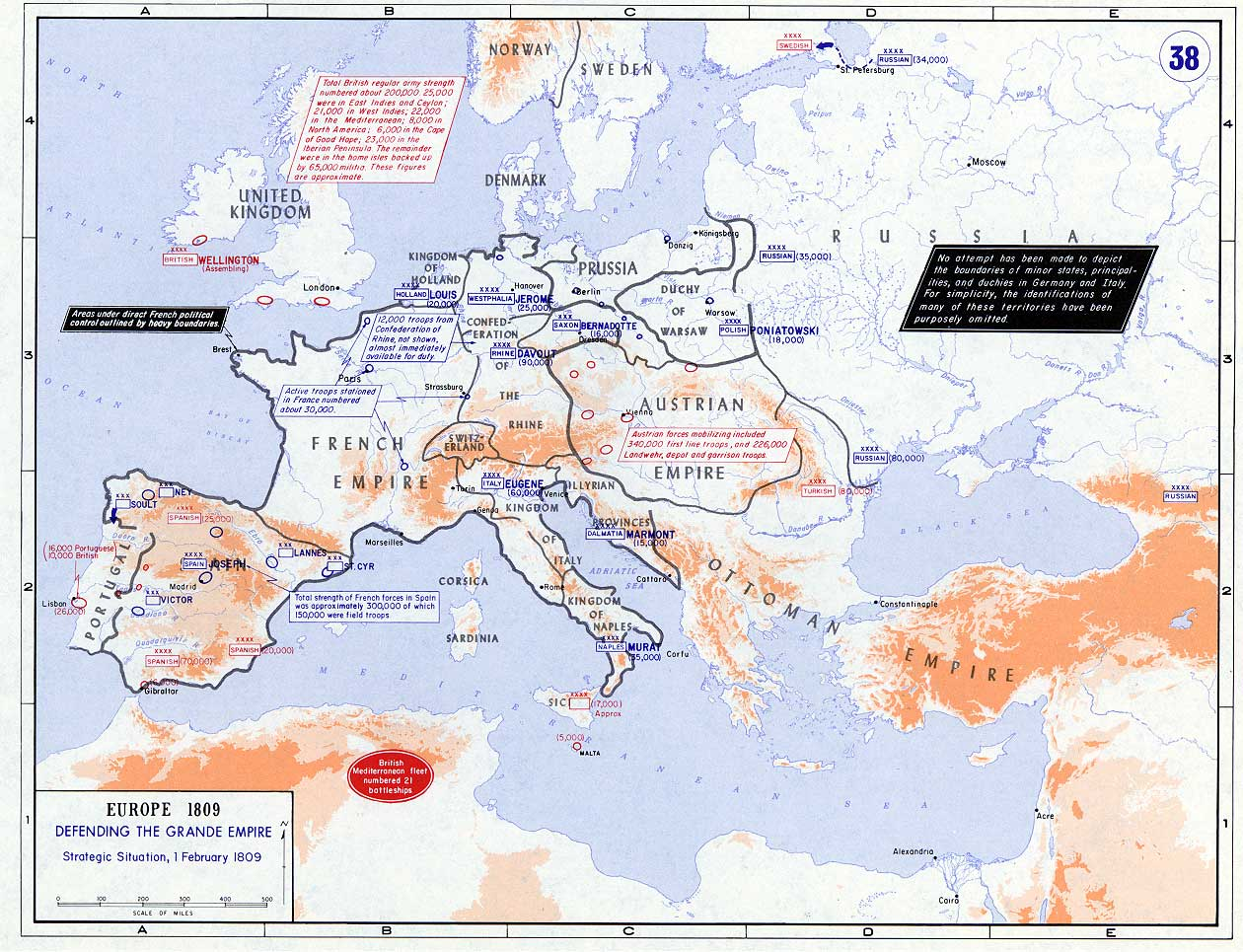
Tình hình chiến lược của Châu Âu 1809

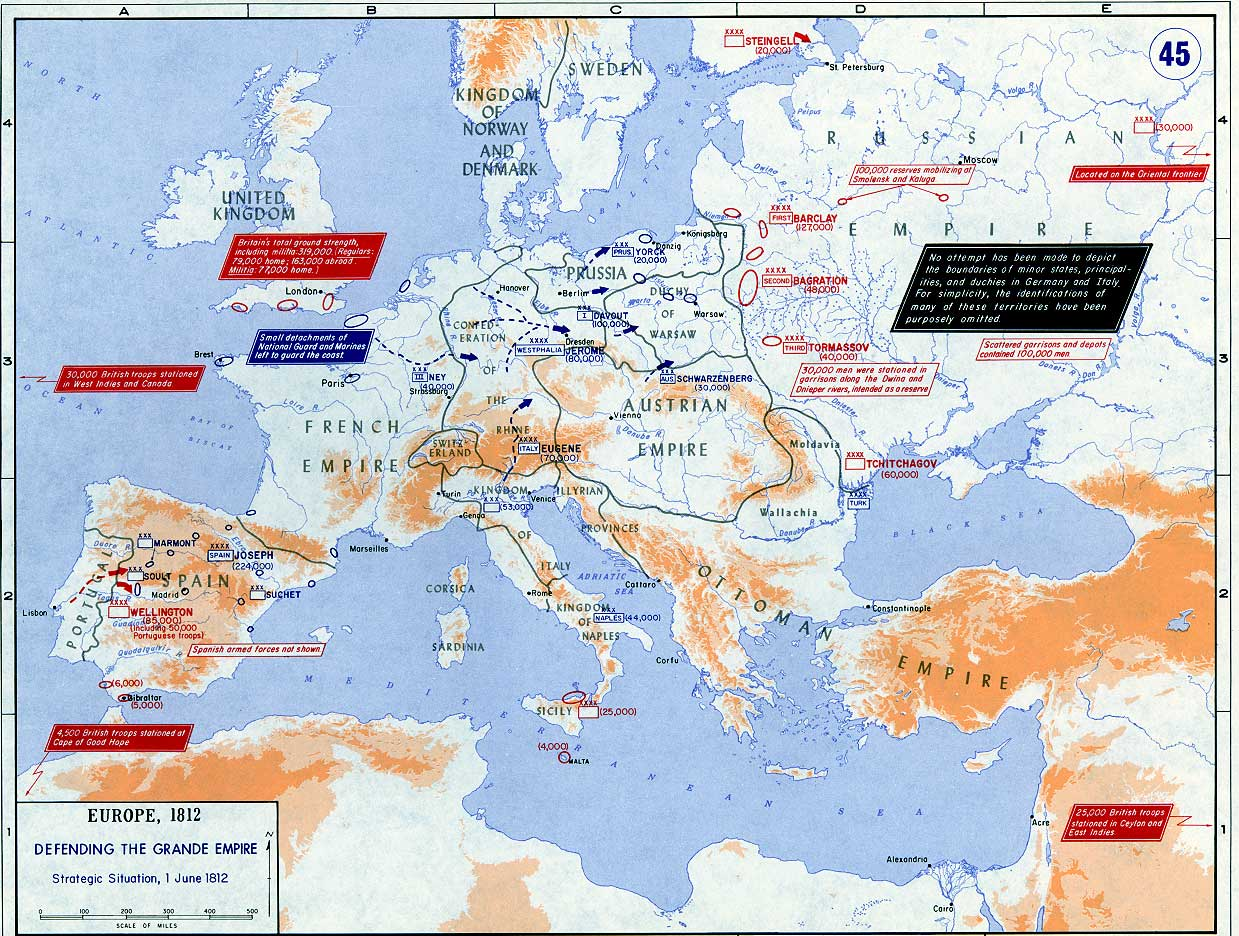
Tình hình chiến lược của Châu Âu 1812

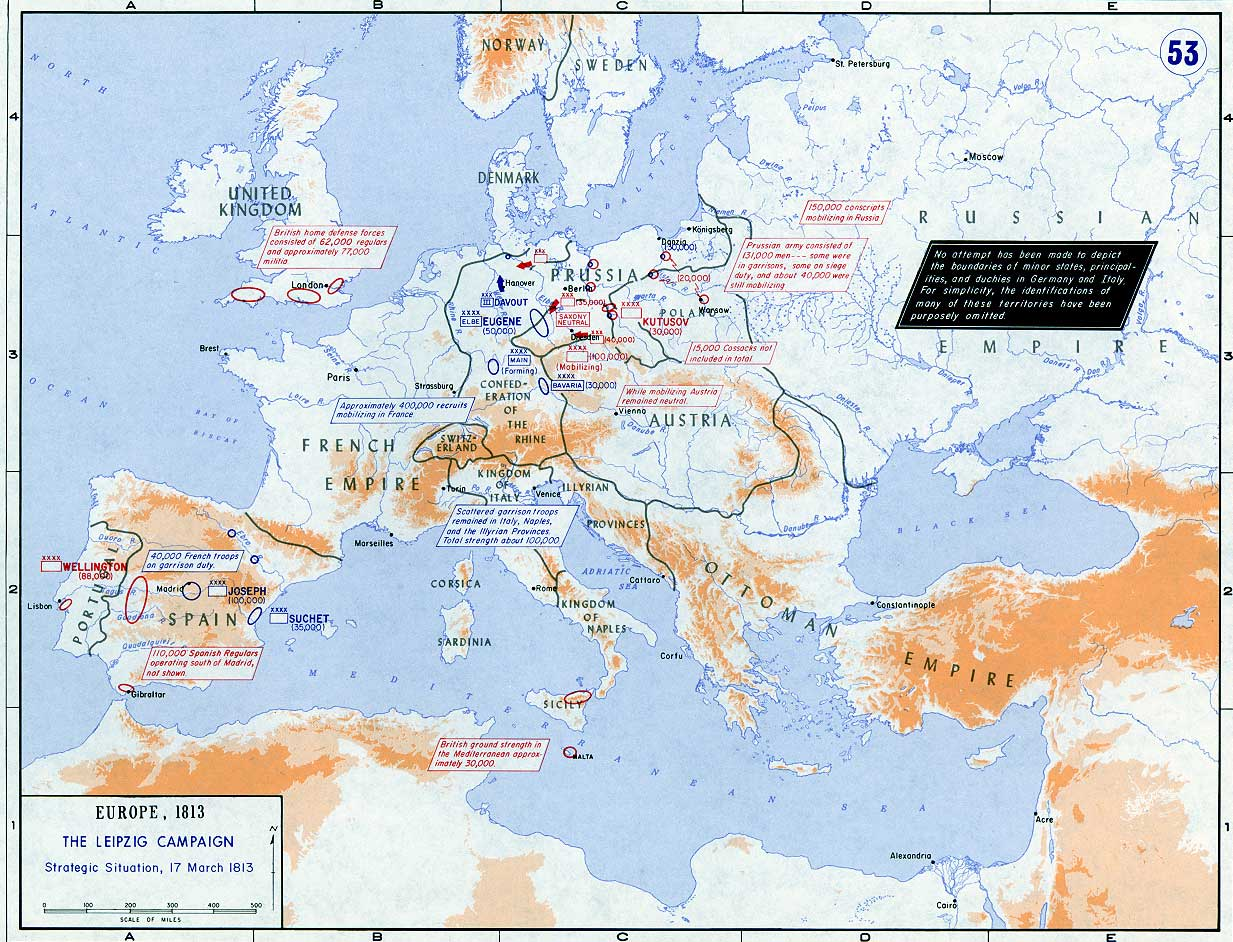
Tình hình chiến lược của Châu Âu 1813

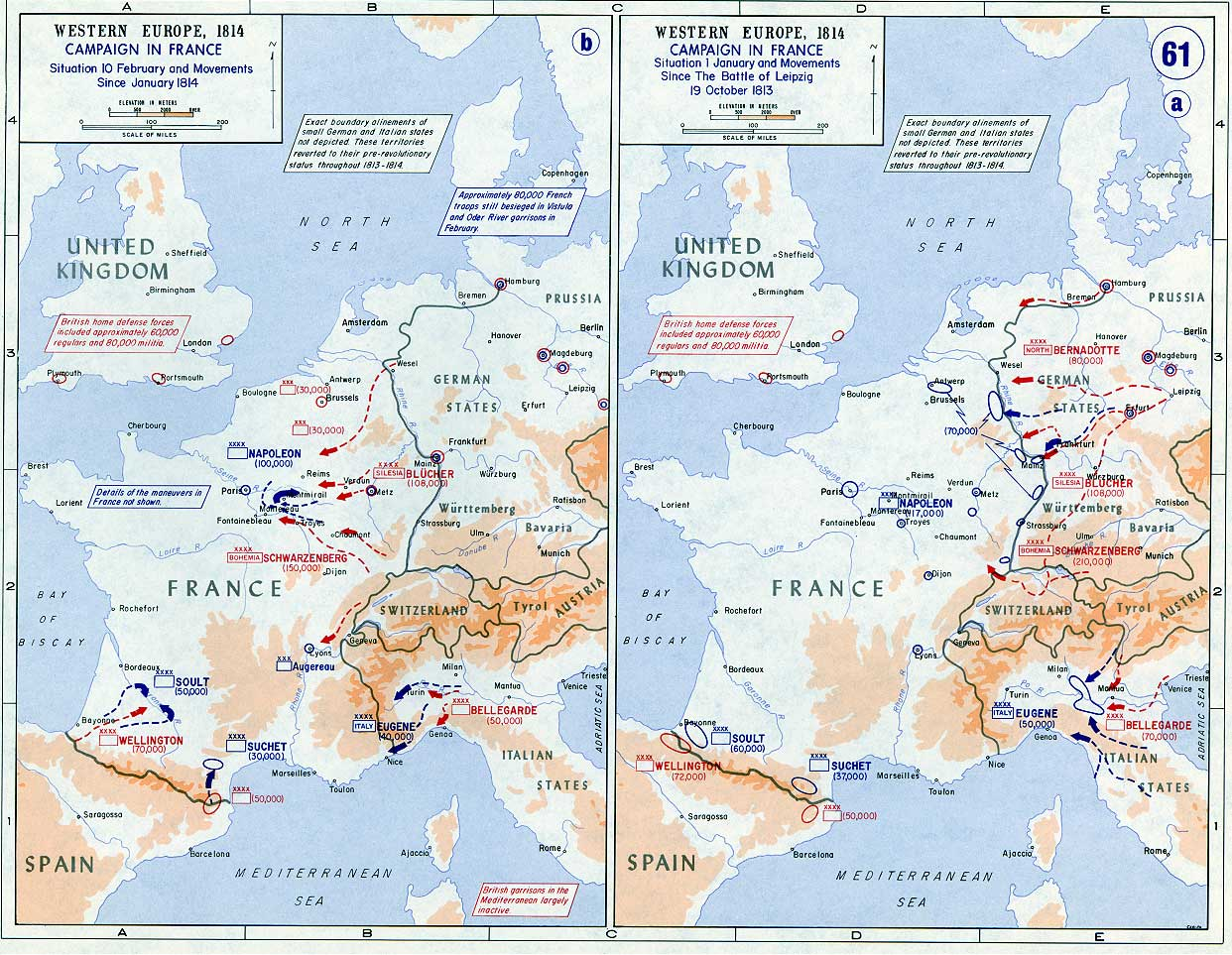
Tình hình chiến lược của Châu Âu 1814

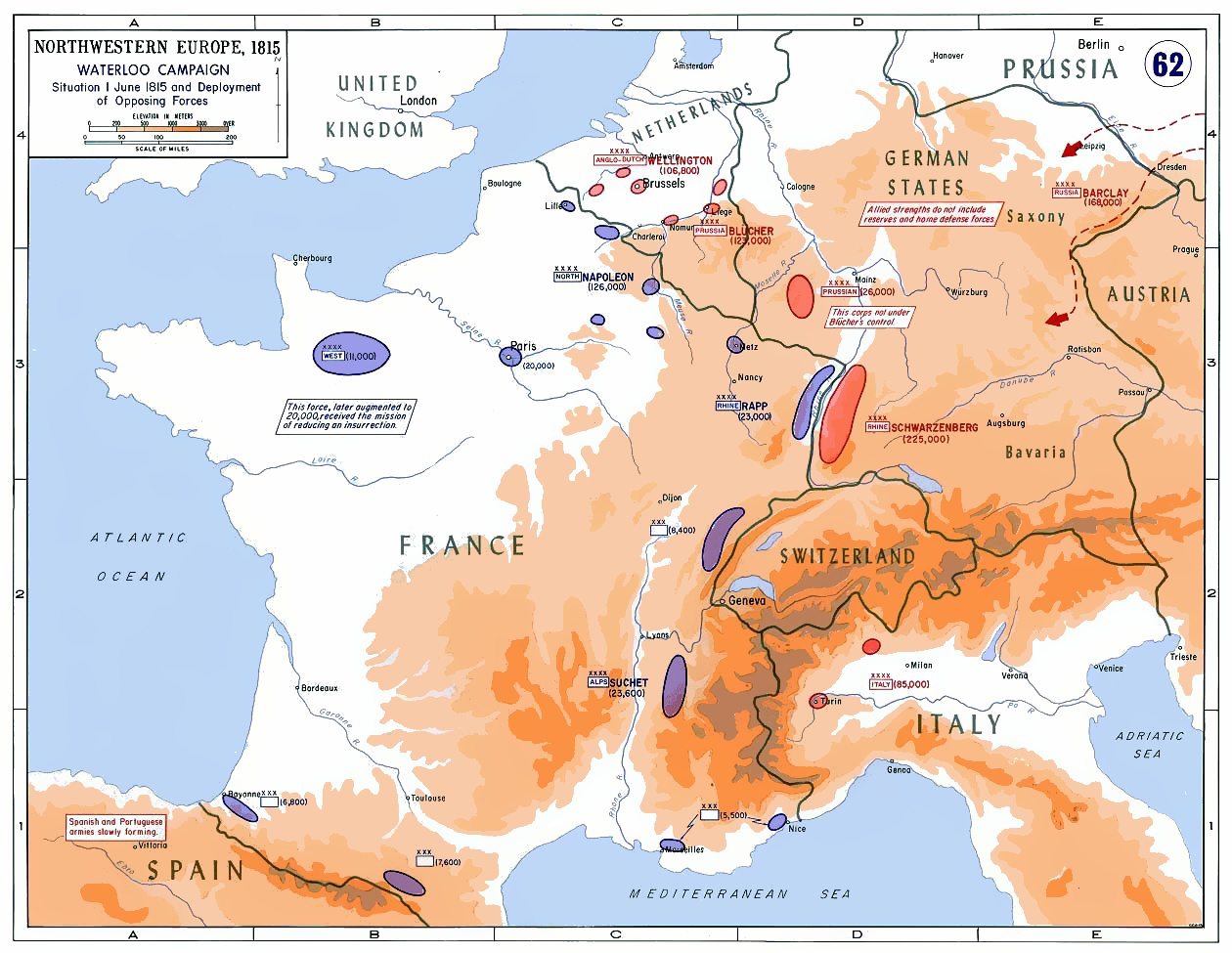
Tình hình chiến lược của Châu Âu 1815

Thời đại Napoleon hay Thời đại Napoléon là một giai đoạn trong lịch sử của Pháp và Châu Âu. Nó thường được phân loại là bao gồm giai đoạn thứ tư và cuối cùng của Cách mạng Pháp, lần đầu tiên là Quốc hội, lần thứ hai là Hội đồng Lập pháp và lần thứ ba là Đốc Chính. Thời đại Napoléon bắt đầu đại khái với cuộc đảo chính của Napoleon Bonaparte, lật đổ chế độ Đốc Chính, thành lập chế độ Tổng Tài, và kết thúc trong Trăm ngày và thất bại của ông tại Trận chiến Waterloo (9 tháng 11 năm 1799 - 18 tháng 6 năm 1815). Đại hội Vienna đã sớm bắt đầu khôi phục châu Âu cho những ngày Cách mạng tiền Pháp. Napoleon đã mang lại sự ổn định chính trị cho một vùng đất bị xé nát bởi cách mạng và chiến tranh. Ông đã làm hòa với Giáo hội Công giáo La Mã và đảo ngược các chính sách tôn giáo cực đoan nhất của Công ước. Năm 1804 Napoléon ban hành Bộ luật Dân sự, một cơ quan sửa đổi của luật dân sự, cũng giúp ổn định xã hội Pháp. Bộ luật Dân sự đã khẳng định sự bình đẳng chính trị và pháp lý của tất cả những người đàn ông trưởng thành và thành lập một xã hội dựa trên thành tích, trong đó các cá nhân tiến bộ trong giáo dục và việc làm vì tài năng hơn là sinh ra hoặc có vị thế xã hội. Bộ luật Dân sự đã xác nhận nhiều chính sách cách mạng ôn hòa của Quốc hội nhưng rút lại các biện pháp được thông qua bởi Công ước cấp tiến hơn. Mã đã khôi phục quyền lực gia trưởng trong gia đình, ví dụ, bằng cách làm cho phụ nữ và trẻ em phụ thuộc vào chủ hộ nam.
Trong khi làm việc để ổn định nước Pháp, Napoleon cũng tìm cách mở rộng quyền lực của mình trên khắp châu Âu. Quân đội của Napoléon đã chinh phục các bán đảo của người Bỉ và Ý, chiếm đóng các vùng đất và ông buộc Áo, Phổ và Nga phải liên minh với ông và tôn trọng quyền bá chủ của Pháp ở châu Âu. Vương quốc Anh từ chối công nhận quyền bá chủ của Pháp và tiếp tục cuộc chiến xuyên suốt.
Đệ Nhất Đế chế Pháp bắt đầu làm sáng tỏ vào năm 1812, khi ông quyết định xâm chiếm Nga. Napoleon đánh giá thấp những khó khăn mà quân đội của ông sẽ phải đối mặt trong khi chiếm Nga. Tin chắc rằng Sa hoàng đang âm mưu với kẻ thù của mình, Napoléon đã lãnh đạo một đội quân gồm 600.000 binh sĩ đến Moscow. Ông đã đánh bại quân đội Nga tại Borodino trước khi chiếm được Moscow, nhưng Sa hoàng đã rút lui và Moscow bị đốt cháy, khiến quân đội rộng lớn của Napoleon không có nơi trú ẩn hoặc tiếp tế đầy đủ. Napoléon đã ra lệnh rút lui, nhưng mùa đông Nga cay đắng và các cuộc tấn công liên tiếp của Nga đã đánh sập quân đội của anh ta, và chỉ còn lại 30.000 binh sĩ bị đánh đập đã khập khiễng quay trở lại lãnh thổ Pháp. Các đồng minh sau đó tiếp tục một nỗ lực thống nhất chống lại Napoléon cho đến khi họ chiếm được Paris buộc ông thoái vị vào năm 1814. Việc ông trở lại quyền lực vào năm sau đã bị tất cả các đồng minh chống lại và quân đội của ông đã bị đánh bại bởi một lực lượng Anh Đồng minh tại Waterloo.